# Galgenbruch
Der Galgenbruch ist ein See bei Schmagerow im Landkreis Vorpommern-Greifswald in Mecklenburg-Vorpommern.
Das etwa 1,2 Hektar große Gewässer befindet sich im Gemeindegebiet von Ramin, einen Kilometer südöstlich vom Ortszentrum in Schmagerow entfernt. Der See hat keinen natürlichen Ab- oder Zuflüsse, die maximale Ausdehnung des Galgenbruchs beträgt etwa 210 mal 110 Meter.